# Liste der Bodendenkmale in Weißenborn/Erzgeb.
In der Liste der Bodendenkmale in Weißenborn/Erzgeb. sind die Bodendenkmale der Gemeinde Weißenborn/Erzgeb. und ihrer Ortsteile nach dem Stand der Auflistung von Volkmar Geupel aus dem Jahr 1983 aufgelistet. Eventuelle Änderungen und Ergänzungen, insbesondere aus der Zeit nach der Wende, sind nicht berücksichtigt, da für Sachsen aktuell keine neueren allgemein zugänglichen Bodendenkmallisten vorliegen. Die Baudenkmale sind in der Liste der Kulturdenkmale in Weißenborn/Erzgeb. aufgeführt.
| Denkmal-ID | Fundart            | Ortsteil   | Bezeichnung          | Zeitstellung | Lage                                                          | Bemerkungen                                                                                  | Bild |
| ---------- | ------------------ | ---------- | -------------------- | ------------ | ------------------------------------------------------------- | -------------------------------------------------------------------------------------------- | ---- |
| ?          | Befestigung > Burg | Weißenborn | Wehranlage „Schloss“ | Mittelalter  | nordwestlich im Ort auf einem Sporn über der Freiberger Mulde | Höhenburg in Spornlage, durch Schloss überbaut und verändert, Schutz seit 18. September 1969 |      |